# كمال الخجندي
كمال الخجندي (ت. 792 هـ) هو متصوف وشاعر ، من أهل خجند.
هو كمال الدين، وقيل جمال الدين مسعود بن عبد الله الخجندي، المشتهر بكمال. ولد في مدينة خجند ونشأ بها ثم ذهب إلى رحلة الحج وعند عودته استوطن مدينة تبريز وسكنها في أيام حكم السلطان حسين بن اويس الجلايري ، فحظي لديه وبنى له خانقاهاً في تبريز. عاصر الشاعر حافظ الشيرازي ، وتبادل معه الرسائل والأشعار. توفي في تبريز سنة 792 هـ، وقيل سنة 793 هـ، وقيل سنة 803 هـ، وقيل سنة 802 هـ، وقيل سنة 808 هـ، ودفن بها. يقع ضريحه في تبريز قرب ضريح كمال الدين بهزاد.